# Los Reyes (municipalité)
La municipalité de Los Reyes est l'une des 212 municipalités de l'État de Veracruz, et est située dans la partie centrale de cet État. Elle se situe à l'ouest du golfe du Mexique, dans la chaîne de montagnes de la Sierra Madre orientale, et fait partie des bassins versants des rivières Río Blanco et Río Tonto, deux des principaux affluents du fleuve Río Papaloapan. Son chef-lieu est la ville éponyme de Los Reyes. Elle dépend de la région administrative de Las Montañas, qui est une des 10 subdivisions administratives de l'État de Veracruz.

## Géographie
La municipalité de Los Reyes se trouve à cheval sur les bassins versants des rivières Río Blanco et Río Tonto, deux des principaux affluents du fleuve Río Papaloapan. Le Río Blanco  s'écoule plus au nord et passe par la ville d'Orizaba, tandis que le Río Tonto s'écoule plus à l'est, dans la municipalité de Zongolica. Assise sur le massif montagneux de la Sierra Madre orientale, son altitude oscille entre 1200 et 2600 mètres. Son chef-lieu est la ville éponyme de Los Reyes, qui se situe dans la partie centrale de son territoire. Ce territoire couvre une superficie de 33,8 km2, et était peuplé en 2020 de 6308 habitants, pour une densité de 186,7 habitants par km2.
Cette municipalité est limitrophe au nord de celle de Tequila, à l'ouest de celles de Atlahuilco et Talquilpa, au sud de celle de Texhuacán, et à l'est de celle de Zongolica.

## Composition et démographie
La municipalité était composée en 2020 de 21 localités, dont aucune n'était considérée comme urbaine, toutes étant rurales.
| Localité            | Population |
| ------------------- | ---------- |
| Los Reyes           | 1105       |
| Atlanca             | 1016       |
| Cubanicuilco        | 551        |
| Cihuateo            | 508        |
| Cuacaballo          | 427        |
| Reste des localités | 2701       |
| Total population    | 6308       |

En plus de l'espagnol, plusieurs langues amérindiennes sont parlées dans la municipalité, dont les principales sont par ordre d'importance : le nahuatl, les autres langues sont très marginales.

## Histoire
La municipalité de Los Reyes est créée en 1831. Elle absorbe en 1888 sa voisine Atlanca, dont l'ancien chef-lieu est aujourd'hui une simple localité, tandis que ses limites avec sa voisine Atlahuilco son fixées par décret en 1937.

## Économie

### Agriculture et élevage
La superficie des parcelles semées représentait en 2019 une surface totale de 764 hectares, parmi lesquels 485 hectares étaient voués à la culture du maïs, 240 hectares étaient voués à la culture du caféier, et 34 hectares étaient voués à celle du haricot.

En 2020, la production de viande par tonnes comprenait 2,3 tonnes de viande bovine, 16 tonnes de viande porcine, 2 tonnes de viande ovine, 2,1 tonnes de viande caprine, 4,7 tonnes de volailles, et 1,7 tonne de dinde. La superficie vouée à l'élevage représentait alors 1689 hectares.